# Flajolé

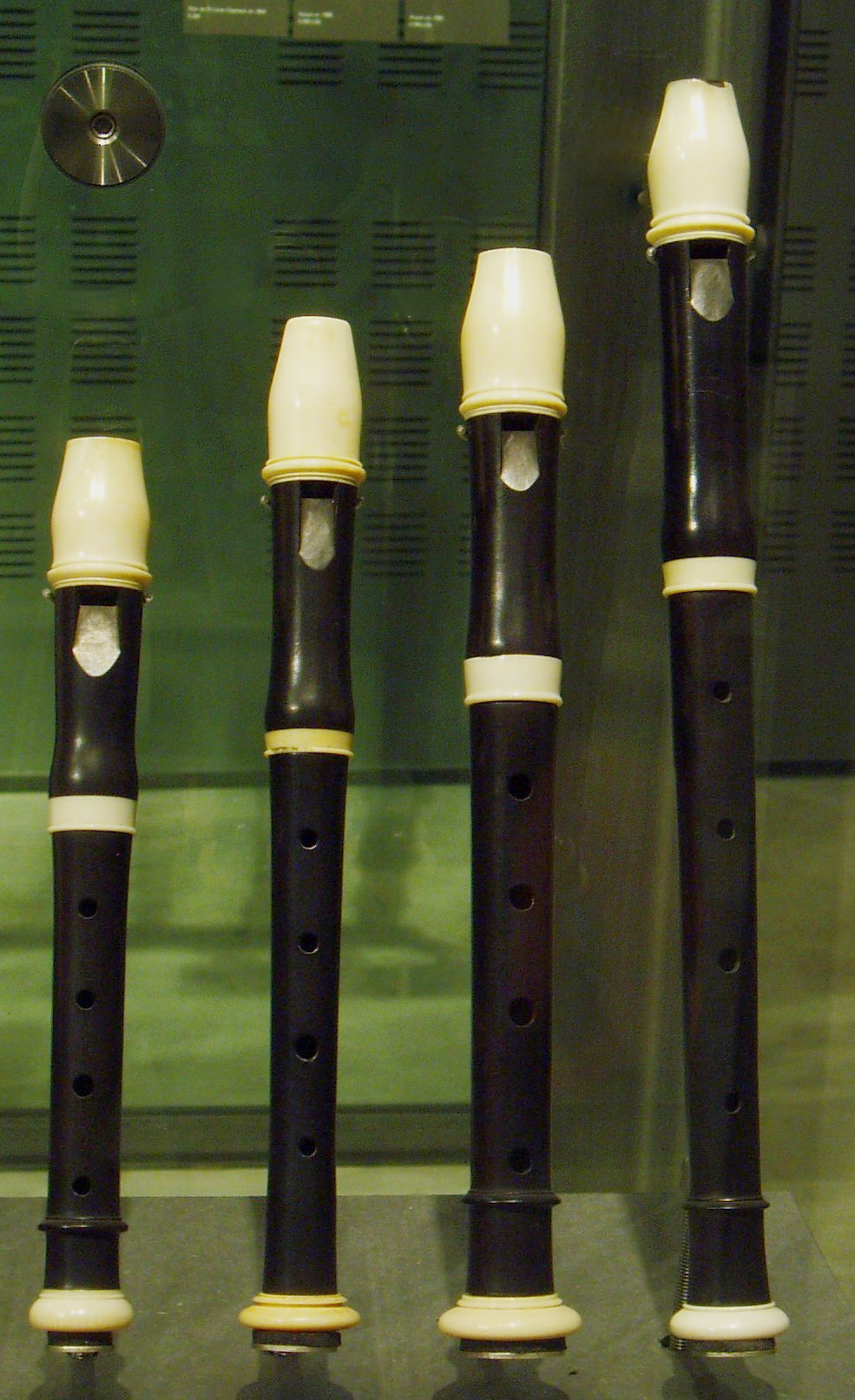
Flajolés de bico

O flajolé (do francês: flageolet) é um instrumento de sopro da família das flautas. A sua invenção foi atribuída erroneamente a Sieur Juvigny, do século XVI. Existem duas formas básicas do instrumento: a francesa, com quatro orifícios para os dedos na frente e dois para os polegares nas parte de trás; e a inglesa, com seis orifícios para os dedos na frente e, por vezes, um único orifício para os dedos na parte de trás. Esta última foi desenvolvido pelo fabricante de instrumentos inglês William Bainbridge, resultando no "flajolé inglês melhorado", em 1803. Existem também flajolés duplos e triplos, com dois ou três corpos que permitem realizar os efeitos de drone e contra-melodia. Fizeram-se flajolés até ao século XIX.

## Galeria
| {{{caption}}}                                               |
| Flajolé conservado no Museu de Artes e Ofícios de Hamburgo. |

| {{{caption}}}                                                  |
| Flajolé do século XIX, da coleção particular de Dominique Enon |

| {{{caption}}}                                                 |
| Flajolé duplo do Muséu dos Instrumentos de Música de Bruxelas |